# Julia Charakter
Julia Charakter (* 26. August 1984 in Schytomyr, Ukraine) ist eine deutsch-ukrainische Autorin, Regisseurin und Produzentin. Sie realisiert dokumentarische und fiktionale Filmprojekte mit gesellschaftlicher, historischer und biografischer Relevanz. Charakter lebt und arbeitet in Köln und ist Geschäftsführerin von Charakterfilm GbR.

## Leben und Ausbildung
Julia Charakter wurde in Schytomyr (Ukraine) geboren und kam in ihrer Kindheit nach Deutschland. Sie wuchs in Dorsten (Nordrhein-Westfalen) auf und machte 2005 ihr Abitur am Geschwister-Scholl-Gymnasium in Marl. Danach arbeitete sie als Redakteurin für Tageszeitungen und Zeitschriften. Von 2005 bis 2008 studierte sie Literatur- und Medienwissenschaft an der Universität Paderborn, anschließend Medienwissenschaft an der Rheinische Friedrich-Wilhelms-Universität Bonn (2008–2012). Parallel dazu war sie als freie TV-Redakteurin tätig. Von 2015 bis 2018 studierte sie Film mit Schwerpunkt Drehbuch an der ifs - internationalen Filmschule Köln und nahm 2017 am Mentoringprogramm Into the Wild teil. 2020 absolvierte sie zusätzlich die Masterclass Non-Fiction an der ifs – internationalen Filmschule Köln.
Julia Charakter entwickelt dokumentarische und hybride Formate mit Fokus auf Erinnerungskultur, Identität und sozialen Wandel. Ihre Arbeiten verbinden biografische Erzählungen mit Stilmitteln wie Animation, magischem Realismus und szenischer Rekonstruktion. Ihr Kurzfilm Unbarmherzig wurde 2018 von German Films im Rahmen von Next Generation/Short Tiger für das Filmfestival in Cannes ausgewählt.

## Die Kinder aus Korntal
Die Kinder aus Korntal ist ein deutscher Dokumentarfilm von Julia Charakter aus dem Jahr 2023 über systematischen Missbrauch in den Kinderheimen der Evangelischen Brüdergemeinde Korntal. Der Film begleitet sechs Betroffene, darunter Detlev Zander, bei ihrer langjährigen Auseinandersetzung mit den Geschehnissen und der öffentlichen Aufarbeitung.
Die Premiere erfolgte beim Internationalen Leipziger Festival für Dokumentar- und Animationsfilm (DOK Leipzig) 2023, wo der Film in drei Kategorien nominiert und mit dem Förderpreis der DEFA-Stiftung ausgezeichnet wurde.
In Rezensionen wurde der Film mehrfach positiv hervorgehoben. Daniel Kothenschulte (Frankfurter Rundschau) bezeichnete ihn als „meisterhaft“ und lobte die filmische Darstellung der „Sisyphusarbeit“ der Aufarbeitung und verglich ihn mit "Peter Mullans Drama „Die unbarmherzigen Schwestern“. Die Filmkritikseite filmloewin.de hob die „klare Zurückhaltung“ der Regie hervor. Epd Film beschrieb, wie der Film „die erschütternden Ausflüchte und Leugnungen“ dokumentiere. Benjamin Lassiwe nannte den Film einen „wichtigen Beitrag zur Aufarbeitung von sexualisierter Gewalt“ und betonte: „Dieser Film geht uns alle an.“
2025 wurde Die Kinder aus Korntal beim Deutschen Evangelischen Kirchentag in Hannover gezeigt; bei der Vorführung waren mehrere Betroffene anwesend.

## Auszeichnungen und Stipendien (Auswahl)
- 2017: Into the Wild Mentoring[11]
- 2023: DEFA-Förderpreis für Die Kinder aus Korntal (DOK Leipzig)[12]
- 2024: Nominierung Deutscher Dokumentarfilmpreis für Die Kinder aus Korntal[13]

## Filmografie (Auswahl)
- 2023: Die Kinder aus Korntal (Dokumentarfilm)[14]
- 2019: Maria Sibylla Merian – Die Frau, die Insekten liebte (Drehbuch)[15]
- 2019: Der Mann, der nicht da war (Kurzfilm, 20 Min)[16]
- 2017: Unbarmherzig (Kurzdokumentarfilm, 11 Min)[17]
- 2017: My Grandmother and her Indian Milk Fungus (Kurzdokumentarfilm, 7 Min)[18]